# Nati nel 1938/Aprile
| Questa pagina contiene informazioni ricavate automaticamente dalle voci biografiche con l'ausilio del template Bio e di un bot. L'aggiornamento è periodico e automatico e ricostruisce completamente la pagina. Se manca una persona in questa lista, sei pregato di non aggiungerla, ma accertati piuttosto che la sua voce biografica contenga il template Bio e che i dati anagrafici siano correttamente compilati. Se il template Bio manca, inseriscilo tu stesso o, in alternativa, metti l'avviso {{tmp\|Bio}} che ne segnala la mancanza. Se i dati riportati sono sbagliati, correggi direttamente la voce biografica; le modifiche saranno visibili in questa lista entro pochi giorni. Per chiarimenti vedi il progetto biografie. La lista contiene solo le 189 persone che sono citate nell'enciclopedia e per le quali è stato implementato correttamente il template Bio. Pagina aggiornata al 18 lug 2025. |

- 1º aprile - Giuseppe Galvanin, ex calciatore italiano
- 1º aprile - Salvador Ginel, ex calciatore argentino
- 1º aprile - Leri Gogoladze, ex pallanuotista sovietico
- 1º aprile - Jaime González Ortiz, calciatore colombiano († 1979)
- 1º aprile - Luciano Guerzoni, giurista e politico italiano († 2020)
- 1º aprile - Pierre Nguyễn Văn Nhơn, cardinale e arcivescovo cattolico vietnamita
- 1º aprile - Giampaolo Zancan, avvocato e politico italiano
- 2 aprile - Richard Ellis, biologo e illustratore statunitense († 2024)
- 2 aprile - Martine Franck, fotografa belga († 2012)
- 2 aprile - Normanno Gobbi, pittore italiano († 2006)
- 2 aprile - Booker Little, trombettista statunitense († 1961)
- 2 aprile - Nino Marazzita, avvocato, giornalista e personaggio televisivo italiano († 2025)
- 2 aprile - Hans-Michael Rehberg, attore tedesco († 2017)
- 2 aprile - Silvana Seidel Menchi, storica italiana
- 2 aprile - Graham Williams, allenatore di calcio e ex calciatore gallese
- 3 aprile - Victor Babiuc, giurista e politico rumeno († 2023)
- 3 aprile - Jeff Barry, cantautore e produttore discografico statunitense
- 3 aprile - John Darley, psicologo statunitense († 2018)
- 3 aprile - Serafino Famà, avvocato italiano († 1995)
- 3 aprile - Mario Gulinelli, dirigente sportivo, giornalista e traduttore italiano († 2015)
- 3 aprile - Katie Hall, politica statunitense († 2012)
- 3 aprile - Bas Maliepaard, ciclista su strada e pistard olandese († 2024)
- 3 aprile - Viktor Sergeev, regista sovietico († 2006)
- 3 aprile - Ludo Troonbeeckx, ex ciclista su strada belga
- 4 aprile - Jérôme Christ, cestista francese († 2023)
- 4 aprile - Emile Daems, ciclista su strada belga († 2024)
- 4 aprile - Erminia Dell'Oro, scrittrice eritrea
- 4 aprile - Silvano Flaborea, calciatore e allenatore di calcio italiano († 2024)
- 4 aprile - Kazuko Hosoki, astrologa e personaggio televisivo giapponese († 2021)
- 4 aprile - Carmen Moreno Toscano, politica, diplomatica e attivista messicana
- 4 aprile - Nazzareno Natale, attore italiano († 2006)
- 4 aprile - Domenico Tiberia, pugile italiano († 1989)
- 4 aprile - Emilio Trivini, canottiere italiano († 2022)
- 5 aprile - Marilyn Ferguson, scrittrice e oratrice statunitense († 2008)
- 5 aprile - Lew Gerrard, ex tennista neozelandese
- 5 aprile - Ion Ionescu, allenatore di calcio e ex calciatore rumeno
- 5 aprile - Keiichirō Kimura, animatore giapponese († 2018)
- 5 aprile - Giōrgos Siderīs, calciatore greco
- 6 aprile - Mavie Bardanzellu, attrice e ballerina italiana († 2022)
- 6 aprile - Carlos Boismené, allenatore di pallacanestro argentino († 2017)
- 6 aprile - Luigi Calza, ex calciatore italiano
- 6 aprile - Giovanni Battista De Andreis, pittore e incisore italiano
- 6 aprile - Ezio Tettamanti, calciatore italiano († 2008)
- 6 aprile - Roy Thinnes, attore statunitense
- 7 aprile - Jerry Brown, avvocato e politico statunitense
- 7 aprile - Sandrino De Toffol, politico italiano († 2021)
- 7 aprile - Spencer Dryden, batterista statunitense († 2005)
- 7 aprile - Elisabeth Schüssler Fiorenza, teologa statunitense
- 7 aprile - Freddie Hubbard, trombettista statunitense († 2008)
- 7 aprile - Pete La Roca, batterista e avvocato statunitense († 2012)
- 7 aprile - Nikolaj Puzanov, biatleta sovietico († 2008)
- 7 aprile - Alexander von Schlippenbach, compositore e pianista tedesco
- 8 aprile - Kofi Annan, diplomatico ghanese († 2018)
- 8 aprile - Raimondo Cardelli, pittore italiano († 2008)
- 8 aprile - Paolo Carosi, calciatore e allenatore di calcio italiano († 2010)
- 8 aprile - Nicholas Chia, arcivescovo cattolico singaporiano († 2024)
- 9 aprile - Aziz Asli, calciatore iraniano († 2015)
- 9 aprile - Edvige Bernasconi, giornalista italiana († 2007)
- 9 aprile - Viktor Stepanovič Černomyrdin, politico russo († 2010)
- 9 aprile - Richard T. France, presbitero e biblista britannico († 2012)
- 9 aprile - Tom Metzger, attivista statunitense († 2020)
- 9 aprile - Ettore Romoli, politico italiano († 2018)
- 9 aprile - António dos Santos França, ex calciatore e politico angolano
- 10 aprile - Ferdinando Cordova, storico italiano († 2011)
- 10 aprile - Héctor Echeverri, calciatore colombiano († 1988)
- 10 aprile - Livio Ghioni, allenatore di calcio e calciatore italiano († 2010)
- 10 aprile - Frans van der Lugt, presbitero olandese († 2014)
- 10 aprile - Don Meredith, giocatore di football americano statunitense († 2010)
- 10 aprile - José Mingorance, ex calciatore spagnolo
- 10 aprile - Antonio Tarantino, drammaturgo e pittore italiano († 2020)
- 11 aprile - Jack Agrios, dirigente sportivo canadese
- 11 aprile - Pierluigi Castellani, politico italiano
- 11 aprile - John Hayres, ex nuotatore australiano
- 11 aprile - Claude Itzykson, fisico francese († 1995)
- 11 aprile - Kurt Moll, basso tedesco († 2017)
- 11 aprile - Lamberto Puggelli, attore e regista teatrale italiano († 2013)
- 12 aprile - Juan Capra, pittore, cantautore e poeta cileno († 1996)
- 12 aprile - Fred Koetter, architetto e urbanista statunitense († 2017)
- 12 aprile - Nicola Lalli, psichiatra e psicologo italiano († 2009)
- 12 aprile - Jeanine Lieffrig, ex tennista francese
- 12 aprile - Clement Quartey, pugile ghanese († 2024)
- 13 aprile - Lucia Altieri, cantante italiana
- 13 aprile - Salvatore Bologna, carabiniere italiano († 1979)
- 13 aprile - Michael Cole, psicologo statunitense
- 13 aprile - Alicia Del Duca, ex cestista argentina
- 13 aprile - Klaus Lehnertz, ex astista tedesco
- 13 aprile - Frederic Rzewski, compositore e pianista statunitense († 2021)
- 13 aprile - Annarosa Dal Maso, pittrice e scrittrice italiana
- 14 aprile - Bruce Alberts, genetista statunitense
- 14 aprile - Durdy Bayramov, pittore turkmeno († 2014)
- 14 aprile - Paolo Gazzara, regista italiano
- 14 aprile - Igor' Vorončichin, fondista sovietico († 2009)
- 15 aprile - Doyle Baird, ex pugile statunitense
- 15 aprile - Claudia Cardinale, attrice italiana
- 15 aprile - Agata Flori, attrice italiana
- 15 aprile - Francis Hallé, botanico e biologo francese
- 15 aprile - John King, calciatore e allenatore di calcio inglese († 2016)
- 15 aprile - Rosario Pettinato, politico e dirigente sportivo italiano
- 15 aprile - Cecil Price, funzionario statunitense († 2001)
- 15 aprile - Saba, monaco cristiano e arcivescovo ortodosso polacco
- 15 aprile - Wilhelm Wrenger, ex calciatore tedesco
- 15 aprile - Manfred Zucker, compositore di scacchi tedesco († 2013)
- 16 aprile - Gabriella Andreini, attrice e doppiatrice italiana
- 16 aprile - Gabriele Antonini, attore cinematografico e attore teatrale italiano († 2018)
- 16 aprile - Aldo Bennici, violista italiano
- 16 aprile - Vincenzo Del Colle, politico italiano
- 16 aprile - Rolf Maurer, ciclista su strada e pistard svizzero († 2019)
- 16 aprile - Kasdi Merbah, politico algerino († 1993)
- 16 aprile - Bill Strum, giocatore di curling statunitense († 2010)
- 16 aprile - Yoshiko Takamatsu, ex nuotatrice giapponese
- 17 aprile - Alberto Duvina, calciatore italiano († 2018)
- 17 aprile - Perrette Pradier, attrice francese († 2013)
- 18 aprile - Guido Alberini, politico italiano († 2008)
- 18 aprile - Roberto Anzolin, calciatore e allenatore di calcio italiano († 2017)
- 18 aprile - Giorgio De Capitani, presbitero italiano
- 18 aprile - Lucio Dell'Angelo, calciatore italiano († 2013)
- 18 aprile - Leone Di Lernia, cantautore e conduttore radiofonico italiano († 2017)
- 18 aprile - Marc Mazza, attore francese
- 18 aprile - David Peat, fisico britannico († 2017)
- 18 aprile - Richie Petitbon, ex giocatore di football americano e allenatore di football americano statunitense
- 18 aprile - Nino Tricarico, pittore e scultore italiano
- 19 aprile - Sandro Allegretti, restauratore e pittore italiano († 2014)
- 19 aprile - Orietta Escámez, attrice cilena († 2021)
- 19 aprile - Stanley Fish, insegnante, filosofo e critico letterario statunitense
- 19 aprile - Mario Isnenghi, storico italiano
- 19 aprile - Giancarlo Laurini, politico italiano († 2024)
- 19 aprile - Stanko Poklepović, allenatore di calcio e calciatore croato († 2018)
- 19 aprile - Jonathan Tunick, arrangiatore e compositore statunitense
- 20 aprile - Daniel Mark Buechlein, arcivescovo cattolico statunitense († 2018)
- 20 aprile - Chiung Yao, scrittrice taiwanese († 2024)
- 20 aprile - Betty Cuthbert, velocista australiana († 2017)
- 20 aprile - Aldo Di Gennaro, fumettista e illustratore italiano
- 20 aprile - José Díaz, ex calciatore argentino
- 20 aprile - David E. H. Jones, chimico e divulgatore scientifico britannico († 2017)
- 20 aprile - Manfred Kinder, ex velocista, mezzofondista e allenatore di atletica leggera tedesco
- 20 aprile - Bernard Malivoire, canottiere francese († 1982)
- 20 aprile - Hubert Miller, ex calciatore polacco
- 20 aprile - Igor' Dmitrievič Sergeev, generale russo († 2006)
- 20 aprile - Johnny Tillotson, cantante statunitense († 2025)
- 20 aprile - Gianfranco Urbani, mafioso italiano († 2014)
- 20 aprile - Giovanni Vastola, calciatore e allenatore di calcio italiano († 2017)
- 20 aprile - Heinz J. Duell, artista, pittore e illustratore tedesco († 2001)
- 21 aprile - Luigi Romolo Cielo, medievista e storico dell'arte italiano († 2021)
- 21 aprile - Eleuterio Francesco Fortino, presbitero italiano († 2010)
- 21 aprile - Adolfo Arnoldo Majano, militare e politico salvadoregno
- 21 aprile - Eraldo Pizzo, ex pallanuotista e dirigente sportivo italiano
- 21 aprile - Irma Rauš, attrice e regista sovietica
- 21 aprile - Reni Santoni, attore statunitense († 2020)
- 22 aprile - Franco Cuomo, giornalista e scrittore italiano († 2007)
- 22 aprile - Leo Declerck, presbitero e storico belga († 2021)
- 22 aprile - Issey Miyake, stilista giapponese († 2022)
- 22 aprile - Norma Nolan, modella argentina
- 22 aprile - Talal Abu-Ghazaleh, imprenditore palestinese
- 23 aprile - Stefano Bontate, mafioso italiano († 1981)
- 23 aprile - Cornelia Channing, fisiologa e docente statunitense († 1985)
- 23 aprile - Giovanni Federspil, medico italiano († 2010)
- 23 aprile - Bertus Hoogerman, calciatore olandese († 2004)
- 23 aprile - Əjdər İsmayılov, filologo, politico e insegnante azero († 2022)
- 25 aprile - Ėduard Ivanov, hockeista su ghiaccio sovietico († 2012)
- 25 aprile - Jill Martin, attrice e cantante britannica († 2016)
- 25 aprile - Marcello Neri, allenatore di calcio e calciatore italiano († 2009)
- 25 aprile - Octavian Popescu, allenatore di calcio e ex calciatore rumeno
- 25 aprile - Miguel San Román, calciatore spagnolo († 2015)
- 25 aprile - James Harris Simons, matematico, imprenditore e filantropo statunitense († 2024)
- 26 aprile - Hudson Austin, politico e generale grenadino († 2022)
- 26 aprile - Nino Benvenuti, pugile e attore italiano († 2025)
- 26 aprile - Manuel Blum, informatico statunitense
- 26 aprile - Duane Eddy, musicista e chitarrista statunitense († 2024)
- 26 aprile - Pietro Manzoni, ex calciatore italiano
- 26 aprile - Antonio Marangi, calciatore italiano († 2016)
- 27 aprile - Alain Caron, hockeista su ghiaccio canadese († 1986)
- 27 aprile - Lily Tirinnanzi, attrice e direttrice del doppiaggio italiana
- 28 aprile - Viktor Bannikov, calciatore sovietico († 2001)
- 28 aprile - Claudio Sabattini, sindacalista italiano († 2003)
- 28 aprile - Madge Sinclair, attrice giamaicana († 1995)
- 29 aprile - Allan Dean, trombettista e docente statunitense
- 29 aprile - Michael Edwards, scrittore e critico letterario britannico
- 29 aprile - Guido Carlo Gatti, cestista italiano († 2024)
- 29 aprile - Ray MacSharry, politico e dirigente d'azienda irlandese
- 29 aprile - Bernard Madoff, banchiere e truffatore statunitense († 2021)
- 29 aprile - Franco Magnani, ex ciclista su strada italiano
- 29 aprile - Mel Pearson, allenatore di hockey su ghiaccio e hockeista su ghiaccio canadese († 1999)
- 29 aprile - Klaus Voormann, cantante, bassista e polistrumentista tedesco
- 30 aprile - Antonia Arslan, scrittrice e traduttrice italiana
- 30 aprile - Gary Collins, attore e conduttore televisivo statunitense († 2012)
- 30 aprile - Juraj Jakubisko, regista e sceneggiatore slovacco († 2023)
- 30 aprile - Larry Niven, autore di fantascienza statunitense
- 30 aprile - Pierfilippi, cantante italiano
- 30 aprile - Jürgen Schmidt, attore tedesco († 2004)